# Hemiaulales
Ordre
Les Hemiaulales sont un ordre d'algues de l'embranchement des Bacillariophyta (Diatomées), et de la classe Mediophyceae.

## Liste des familles
Selon AlgaeBase (9 août 2022) :
- Hemiaulaceae Heiberg, 1863
- Isthmiaceae Cleve, 1867
- Sheshukoviaceae Gleser

## Systématique
Le nom correct complet (avec auteur) de ce taxon est Hemiaulales Round & R.M.Crawford, 1990.

## Publication originale
- Round, F.E., Crawford, R.M. & Mann, D.G. (1990). The diatoms biology and morphology of the genera.  pp. [i-ix], 1-747. Cambridge: Cambridge University Press.